# Neuroscienze computazionali
Le neuroscienze computazionali (anche note come neuroscienze teoriche o neuroscienze matematiche) sono la branca delle neuroscienze che utilizza modelli matematici ed astrazioni del cervello per comprendere i principi che governano lo sviluppo, la struttura, la fisiologia e le funzioni cognitive del sistema nervoso.
Le neuroscienze computazionali si interessano ai modelli matematici biologicamente realistici dei neuroni e dunque differiscono da discipline neurofisiologicamente inverosimili come machine learning, connessionismo, intelligenza artificiale, o reti neurali artificiali.
In teoria, le neuroscienze computazionali sarebbero la sottobranca delle neuroscienze teoriche che utilizza simulazioni computazionali per validare e risolvere i modelli matematici. Tuttavia, la stragrande maggioranza dei modelli matematici neurobiologicamente realistici sono troppo complessi per essere risolti in maniera analitica, dunque i due termini sono essenzialmente sinonimi e possono essere usati in modo intercambiabile. Il termine neuroscienze matematiche è a volte utilizzato come sinonimo di neuroscienze computazionali per sottolineare la natura quantitativa della disciplina.
Recentemente, si è riscontrato un notevole interesse in connettività cerebrale o connettoma, una rappresentazione del cervello basata su teoria dei grafi o reti complesse connesse.